# Sport Libolo e Benfica (basquetebol)
A equipa de basquetebol do Sport Libolo e Benfica foi a secção da agremiação angolana Clube Recreativo Desportivo do Libolo que disputava o BIC/Unitel Basket (Campeonato Nacional de Basquetebol). Os seus jogos são realizados no Pavilhão Dream Space, com capacidade de 2 500 espetadores.

## Temporadas
| Temporada | Nível | Liga          | Pos. | Res. | Resultado     | Pl. | Taça de Angola | Competições africanas | Competições africanas |
| --------- | ----- | ------------- | ---- | ---- | ------------- | --- | -------------- | --------------------- | --------------------- |
| 2007-08   | 1     | BIC Basket    |      |      |               |     |                | -                     | -                     |
| 2008-09   | 1     | BIC Basket    |      |      |               |     |                | -                     | -                     |
| 2009-10   | 1     | BIC Basket    |      |      |               |     | Campeão        | -                     | -                     |
| 2010-11   | 1     | BIC Basket    |      |      | Finalista     |     | Campeão        | 1 Taça dos Campeões   | Fase de grupos        |
| 2011-12   | 1     | BIC Basket    |      |      | Campeão       |     | -              | -                     | -                     |
| 2012-13   | 1     | BIC Basket    | -    | -    | Finalista     | -   | Finalista      | 1 Taça dos Campeões   | Quartos de final      |
| 2013–14   | 1     | BIC Basket    | 1    | 10-2 | Campeão       | -   | –              | 1 Taça dos Campeões   | Campeão               |
| 2014–15   | 1     | BIC Basket    | 3    | 6-2  | Finalista     | 6-4 | Campeão        | 1 Taça dos Campeões   | Finalista             |
| 2015–16   | 1     | BIC Basket    | 2    | 3-1  | Finalista     | 4-4 | Campeão        | 1 Taça dos Campeões   | Finalista             |
| 2016-17   | 1     | BIC Basket    | 1    | 25-1 | Campeão       | 9-0 |                | 1 Taça dos Campeões   | Semifinalista         |
| 2017-18   | 1     | Unitel Basket | 3    | 26-7 | Semifinalista | 2-3 |                |                       |                       |

## Títulos

### BIC Basket
- Campeão (3): 2012, 2014, 2017
- Finalista (5): 2010, 2011, 2013, 2015, 2016

### Taça de Angola
- Campeão (4): 2010, 2011, 2015, 2016
- Finalista (1): 2013

### Taça Africana dos Clubes Campeões
- Campeão (1): 2014
- Finalista (2): 2015, 2016